# Diego Laínez
Diego Laínez de Vivar (ca. 1023-1058) fue un infanzón activo en Burgos y al que tradicionalmente se le consideró padre de Rodrigo Díaz, conocido como «El Cid», y tío abuelo de su esposa, Jimena Díaz. Según la genealogía legendaria del Campeador, Diego era descendiente de Laín Calvo, uno de los hipotéticos dos Jueces de Castilla y de la estirpe de Diego Porcelos, fundador de la ciudad de Burgos.
Según la Historia Roderici: 
Éste [Laín Calvo] parece haber sido el origen de su linaje: Laín Calvo engendró varios hijos; entre ellos se contaron Fernando Laínez y Bermudo Laínez. Fernando Laínez a su vez engendró a Laín Fernández y Bermudo Laínez engendró a Rodrigo Bermúdez.  Laín Fernández a su vez engendró a Nuño Laínez, y Rodrigo Bermúdez engendró a Fernando Rodríguez, Fernando Rodríguez a su vez engendró a Pedro Fernández y a una hija llamada Eylo. Nuño Laínez tomó a esta Eylo como mujer y engendró en ella a Laín Núñez. Laín a su vez engendró a Diego Laínez, y este Diego Laínez engendró a Rodrigo Díaz, el Campeador, en la hija de Rodrigo Álvarez.
Si se acepta que fue el padre del Cid, estuvo casado con María, Sancha o Teresa Rodríguez (solo se conoce con seguridad el apellido de la madre del Cid), que era hija del conde de Oviedo, Rodrigo Álvarez que gobernó varias tenencias, entre ellas Luna, Torremormojón, Moradillo, Cellorigo y Curiel.